# Sierpodudki
Sierpodudki, dudki drzewne (Phoeniculidae) – rodzina ptaków z rzędu dzioborożcowych (Bucerotiformes).

## Zasięg występowania
Sierpodudki występują wyłącznie w Afryce Subsaharyjskiej.

## Charakterystyka
Krótkimi zaokrąglonymi skrzydłami oraz długim zakrzywionym dziobem przypominają dudka, od niego też wywodzi się ich nazwa. Od dudka różnią się jednak ubarwieniem i zachowaniem. Ich pióra są zielono bądź niebiesko połyskliwe. Są również bardziej towarzyskie od dudków, często obserwuje się je w małych grupach. Gniazdują w korytarzach ziemnych, składają 2–3 jaja.

## Systematyka
Do rodziny należą następujące rodzaje:
- Phoeniculus Jarocki, 1821
- Rhinopomastus Jardine, 1828